# Halowe Mistrzostwa Świata w Lekkoatletyce 2001 – bieg na 3000 m mężczyzn
Bieg na 3000 m mężczyzn – jedna z konkurencji rozgrywanych podczas halowych mistrzostw świata w lekkoatletyce w 2001. Eliminacje odbyły się 9 marca, a finał został rozegrany 11 marca.
Do eliminacji zgłoszonych zostało 22 zawodników z 17 państw.
Zawody w tej konkurencji wygrał reprezentant Maroka Hicham El Guerrouj. Drugą pozycję zajął zawodnik z Belgii Mohammed Mourhit, trzecią zaś reprezentujący Hiszpanię Alberto García Fernández.

## Wyniki

### Eliminacje
Źródło: 
Bieg 1
| Miejsce | Zawodnik              | Państwo                       | Wynik   | Uwagi |
| ------- | --------------------- | ----------------------------- | ------- | ----- |
| 1.      | Hicham El Guerrouj    | Maroko                        | 8:05,50 |       |
| 2.      | Million Wolde         | Etiopia                       | 8:06,11 |       |
| 3.      | Bouabdellah Tahri     | Francja                       | 8:06,13 |       |
| 4.      | Paul Bitok            | Kenia                         | 8:06,13 |       |
| 5.      | Antonio David Jiménez | Hiszpania                     | 8:06,18 |       |
| 6.      | Muhammad Khaledi      | Algieria                      | 8:06,18 |       |
| 7.      | Tim Broe              | Stany Zjednoczone             | 8:09,37 |       |
| 8.      | Iaroslav Mușinschi    | Mołdawia                      | 8:21,85 |       |
| 9.      | Tau Khotso            | Lesotho                       | 8:26,83 |       |
| –       | Tshindind Kassap      | Demokratyczna Republika Konga | DNS     |       |
| –       | Yawo Kloutse          | Togo                          | DNS     |       |

Bieg 2
| Miejsce | Zawodnik                 | Państwo         | Wynik   | Uwagi |
| ------- | ------------------------ | --------------- | ------- | ----- |
| 1.      | Craig Mottram            | Australia       | 7:50,21 | NR    |
| 2.      | Alberto García Fernández | Hiszpania       | 7:50,84 |       |
| 3.      | Bernard Lagat            | Kenia           | 7:50,93 |       |
| 4.      | Mohammed Mourhit         | Belgia          | 7:50,99 |       |
| 5.      | Saïd Berioui             | Maroko          | 7:51,07 |       |
| 6.      | John Mayock              | Wielka Brytania | 7:51,10 |       |
| 7.      | Mark Carroll             | Irlandia        | 7:53,64 |       |
| 8.      | Youcef Allem             | Algieria        | 7:56,42 |       |
| 9.      | Éric Dubus               | Francja         | 7:58,09 |       |
| 10.     | Oumarou Souley           | Niger           | 8:44,25 |       |
| 11.     | Djamched Rasulov         | Tadżykistan     | 8:44,53 |       |

### Finał
Źródło: 
| Miejsce | Zawodnik                 | Państwo         | Wynik   | Uwagi |
| ------- | ------------------------ | --------------- | ------- | ----- |
| 01 !    | Hicham El Guerrouj       | Maroko          | 7:37,74 |       |
| 02 !    | Mohammed Mourhit         | Belgia          | 7:38,94 | NR    |
| 03 !    | Alberto García Fernández | Hiszpania       | 7:39,96 | PB    |
| 4.      | John Mayock              | Wielka Brytania | 7:44,08 |       |
| 5.      | Million Wolde            | Etiopia         | 7:44,54 |       |
| 6.      | Bernard Lagat            | Kenia           | 7:45,52 |       |
| 7.      | Mark Carroll             | Irlandia        | 7:46,79 |       |
| 8.      | Craig Mottram            | Australia       | 7:48,34 | AR    |
| 9.      | Muhammad Khaledi         | Algieria        | 7:52,76 |       |
| 10.     | Paul Bitok               | Kenia           | 7:54,16 |       |
| 11.     | Bouabdellah Tahri        | Francja         | 7:57,84 |       |
| 12.     | Antonio David Jiménez    | Hiszpania       | 8:04,01 |       |
| 13.     | Saïd Berioui             | Maroko          | 8:04,38 |       |